# Phare de Kullen
Le phare de Kullen (en suédois : Kullens fyr) est un  phare situé sur la péninsule de Kullaberg, sur la commune d'Höganäs, dans le Comté de Scanie (Suède).

## Histoire
La péninsule de Kullaberg a abrité le plus ancien phare de Scandinavie, fondé en 1561 par le roi Frédéric II de Danemark.
Le phare actuel mis en service le 9 septembre 1900, le plus haut et le plus puissant de Suède, est situé à l'embouchure de l'Öresund. Surplombant l'une des eaux les plus fréquentées au monde, il est l'un des points de repère les plus importants de la côte suédoise, avec son ampoule électrique de 1.000 watts dans une immense lanterne construite par la société française Barbier, Bénard et Turenne. Celle-ci contient trois lentilles de Fresnel de 1er ordre basées sur les dessins de l'ingénieur français Augustin Fresnel. Celles-ci font 2,58 m de diamètre, d'un poids de 6 tonnes et flottant sur 50 litres de mercure. Le mercure a été remplacé en septembre 2016 par deux roulements à billes. Le phare de Kullen a été automatisé en 1979 et télécommandé par le contrôle de l'administration maritime suédoise à Norrköping. Le dernier gardien est parti en 1996.
Le phare de Kullen est situé dans la réserve naturelle de Kullaberg (Zone importante pour la conservation des oiseaux), une falaise et un habitat forestier pour une variété d'espèces rares, sillonnée de nombreux sentiers de randonnée. Il est situé à environ 3 kilomètres au sud-est la ville portuaire de Mölle.

## Description
Le phare est une tour cylindrique de 18,5 mètres de haut, avec galerie inférieure et supérieure et une lanterne, en angle d'une station de pilote. Le phare est peint en noir avec une bande rouge et la lanterne est rouge avec un dôme blanc. Il émet, à une hauteur focale de 78,5 mètres, un court éclat blanc, rouge et vert selon différents secteurs toutes les 5 secondes. Sa portée nominale est de 27.5 milles nautiques (environ 51 km).
Identifiant : ARLHS : SWE-067 ; SV-7121 - Amirauté : C2274 - NGA : 5124 .

## Caractéristique dufeu maritime
Fréquence : 5 secondes (W)
- Lumière : 0.3 seconde
- Obscurité : 4.7 secondes

|          |
| Le phare |

|                     |
| Lentille de Fresnel |

### Lien connexe
- Liste des phares de Suède